# Dinarippiger discoidalis
Dinarippiger discoidalis is een rechtvleugelig insect uit de familie van de sabelsprinkhanen (Tettigoniidae). De wetenschappelijke naam van deze soort is voor het eerst voorgesteld als Ephippiger discoidalis door Franz Xaver Fieber in een publicatie uit 1853.
De soort komt voor in Noordoost-Italië, Zuidwest-Slovenië, Kroatië, Bosnië en Herzegovina, Montenegro en Albanië.